# Laurent Dufaux
Laurent Dufaux   (Montreux, 20 de maig de 1969) és un ciclista suís, ja retirat, que fou professional entre el 1991 i el 2004.
Corredor bastant complet, tenia un bon rendiment tant en muntanya com en contrarellotge. Durant la seva carrera esportiva aconseguí una quarantena de victòries, entre elles la Dauphiné Libéré o el Tour de Romandia, així com dos campionats nacionals. El 2000 va prendre part en els Jocs Olímpics d'Estiu de Sydney.
A les Grans voltes aconsegueix bons resultats, pujant dues vegades al podi de la Volta a Espanya i quedant quart del Tour de França en dues ocasions. Va guanyar una etapa en cadascuna d'aquestes dues proves.
Després de l'exclusió de l'equip Festina del Tour de França de 1998 per dopatge, Dufaux va admetre haver-se dopat amb EPO.

## Palmarès
- 1991
  -  Campió de Suïssa en ruta
  - Primer lloc a la Ruta del Sud
  - Primer lloc a la Coppa Placci
- 1992
  - Primer lloc al Gran Premi Pino Cerami
- 1993
  - Primer lloc a la Dauphiné Libéré i vencedor d'una etapa
- 1994
  - Primer lloc a la Dauphiné Libéré
  - Vencedor d'una etapa del Tour de l'Oise
- 1995
  - Primer lloc a la Volta a Burgos i vencedor de 2 etapes
  - Primer lloc a la Ruta del Sud
- 1996
  -  Campió de Suïssa de muntanya
  - Vencedor d'una etapa de la Volta a Espanya
  - Vencedor d'una etapa del Tour de França
- 1997
  - Primer lloc a l'À travers Lausanne
  - Vencedor d'una etapa del Midi Libre
- 1998
  - Primer lloc a la Midi Libre i vencedor d'una etapa
  - Primer lloc al Tour de Romandia i vencedor de 3 etapes
- 1999
  - Primer lloc a la Polynormande
- 2000
  - Primer lloc al Campionat de Zúric
  - Vencedor d'una etapa del Tour de Romandia
  - Vencedor d'una etapa de l'À travers Lausanne
- 2001
  - Vencedor d'una etapa del Giro del Trentino
- 2002
  - Primer lloc al Trofeu Melinda
  - Vencedor d'una etapa de la Settimana Ciclistica Lombarda
- 2003
  - Vencedor d'una etapa del Tour de Romandia
  - Vencedor de 2 etapes de la Rominger Classic

### Resultats al Tour de França
- 1992. Abandona (13a etapa).
- 1994. 35è de la classificació general
- 1995. 19è de la classificació general
- 1996. 4t de la classificació general. Vencedor d'una etapa
- 1997. 9è de la classificació general
- 1998. Exclòs junt amb tot l'equip Festina
- 1999. 4t de la classificació general
- 2000. Abandona (13a etapa).
- 2002. Abandona (16a etapa).
- 2003. 21è de la classificació general
- 2004. 67è de la classificació general

### Resultats a la Volta a Espanya
- 1996. 2n de la classificació general. Vencedor d'una etapa
- 1997. 3r de la classificació general. Porta el maillot or durant 2 etapes
- 1998. Abandona
- 1999. Abandona (4a etapa)
- 2000. No surt (14a etapa)

### Resultats al Giro d'Itàlia
- 2001. 40è de la classificació general